# 廣朗普
廣朗普，另译考兰铺，缅甸克钦邦城镇。该镇为葡萄縣廣朗普鎮區的治所。“广朗普”为拉旺语，意为“山间的谷地”。
该镇附近有一处广朗普水电站，为中国电力投资集团公司与缅甸第一电力部及缅甸亚洲世界公司合作开发的7个梯级电站之一。